# Yervandashat
Yervandashat (in armeno Երվանդաշատ?) è un comune dell'Armenia di 824 abitanti (2009) della provincia di Armavir. Fu capitale del regno d'Armenia dal 210 al 176 a.C.